# 제12집단군
제12군집단(영어: Twelfth United States Army Group)은 제2차 세계 대전 말기에 서부 전선에서 활약한 미국 육군의 군집단이다.
1944년 6월 6일에 실행된 연합국의 오버로드 작전이 성공적으로 실행되어 연합군의 전력은 북부 프랑스를 통해 유럽에 상륙하였다. 7월 14일 가상 편성인 제1군집단은 임무를 마치고 서수를 바꾸고 실제 존재하는 부대인 제12군집단으로 재구성되고, 대장으로 승진한 오마 브래들리 장군이 지휘하는 본부가 설립되었다.

## 전투 서열
1945년 5월 당시의 전투 서열은 다음과 같다.
| - 제7(XVII)군단 - 제3기갑사단 - 제9보병사단 - 제69보병사단 - 제104보병사단 - 제8(XIX)군단 - 제6기갑사단 - 제76보병사단 - 제87보병사단 - 제89보병사단 | - 제4보병사단 - 제78보병사단 - 제3(III)군단 - 제14기갑사단 - 제99보병사단 - 제5(V)군단 - 제9기갑사단 - 제16기갑사단 - 제1보병사단 - 제2보병사단 - 제97보병사단 - 제12(XII)군단 - 제4기갑사단 - 제5기갑사단 - 제11기갑사단 - 제26보병사단 - 제90보병사단 - 제20(XX)군단 - 제13기갑사단 - 제65보병사단 - 제71보병사단 - 제80보병사단 | - 제13(XIII)군단 - 제35보병사단 - 제84보병사단 - 제102보병사단 - 제16(XVI)군단 - 제29보병사단 - 제75보병사단 - 제79보병사단 - 제95보병사단 - 제19(XIX)군단 - 제2기갑사단 - 제8기갑사단 - 제30보병사단 - 제83보병사단 | - 제66보병사단 - 제106보병사단 - 제18(XVIII)공수군단 - 제5기갑사단 - 제7기갑사단 - 제8보병사단 - 제82공수사단 - 제22(XXII)군단 - 제17공수사단 - 제94보병사단 - 제23(XXIII)군단 - 제28보병사단 |

## 같이 보기
- 제1집단군
- 제6집단군
- 제15집단군

## 참고
1. ↑  Bradley 1950, 557–561쪽.

- Bradley, Omar (1950). 《A Soldier's Story》. 뉴욕주: Henry Holt and Company.
- “12th Army Group” (영어). globalsecurity.org. 2015년 4월 2일에 확인함.